# Nodochila pascua
Nodochila pascua is een slakkensoort uit de familie van de Columbellidae. De wetenschappelijke naam van de soort is voor het eerst geldig gepubliceerd in 1962 door Hertlein.